# Taran Killam
Taran Hourie Killam, född 1 april 1982 i Culver City i Kalifornien, är en amerikansk skådespelare, komiker och författare.
Killam inledde sin karriär i Los Angeles som en del av humorgruppen The Groundlings. Han är främst känd för att mellan 2010 och 2016 ha varit en av skådespelarensemblen i tv-programmet Saturday Night Live där han parodierat bland andra Michael Cera, Pee Wee Herman och John Galliano. 2001–2002 var han en del av Saturday Night Lives konkurrent MADtv. Killam har även haft mindre roller i tv-serier som Scrubs och How I Met Your Mother. Han har också spelat i långfilmer som Smekmånaden (2003), Epic Movie (2007) och Twelve Years a Slave (2013).
Taran Killam har studerat på Los Angeles County High School for the Arts samt ett år på UCLA. Han är gift och har två barn med skådespelaren Cobie Smulders.

## Filmografi i urval
- 1994 – Nakna pistolen 33 1/3
- 2001–2002 – MADtv (TV-serie)
- 2002 – Big Fat Liar
- 2003 – Smekmånaden
- 2006–2014 – How I Met Your Mother (TV-serie) (sex avsnitt)
- 2007 – Epic Movie
- 2008 – My Best Friend's Girl
- 2009 – Scrubs (TV-serie) (fyra avsnitt)
- 2010–2016 – Saturday Night Live (TV-serie)
- 2013 – Grown Ups 2
- 2013 – The Heat
- 2013 – 12 Years a Slave
- 2014 – Teenage Mutant Ninja Turtles